# Faro (Pará)
Pour les articles homonymes, voir Faro (homonymie).
Faro est une municipalité brésilienne située dans l'État du Pará.